# 名古屋市立福春小学校
名古屋市立福春小学校（なごやしりつ ふくはるしょうがっこう）は、名古屋市港区春田野一丁目にある公立小学校。

## 歴史
1992年（平成4年）4月1日に名古屋市立福田小学校分校として設置され、2008年（平成20年）4月1日を以て名古屋市立福春小学校として分離独立を果たした。

### 児童数の変遷
『愛知県小中学校誌』（2018年）によると、児童数の変遷は以下の通りである。
| 2008年（平成20年） | 479人 |  |
| 2017年（平成29年） | 388人 |  |

## 通学区域
所管する名古屋市教育委員会は、2018年（平成30年）9月1日現在、港区のうち、南陽町大字福田字大儘・西蟹田・春田野一丁目・春田野二丁目・春田野三丁目・東蟹田の全域および八百島二丁目の一部を通学区域として指定している。
また、卒業後の進学先は名古屋市立南陽中学校となっている。

## 交通アクセス
名古屋市営バス八百島停留所が最寄りバス停である。

### WEB
1. 1 2  名古屋市教育委員会事務局総務部企画経理課企画統計係 (2018年9月18日). “港区の小・中学校一覧”.   名古屋市. 2018年11月14日閲覧。
2. ↑  “福春小の歴史”.   名古屋市立福春小学校. 2018年12月29日閲覧。
3. ↑  名古屋市教育委員会事務局総務部教育環境計画室計画係 (2018年9月1日). “名古屋市立小・中学校の通学区域一覧（港区）” (PDF).   名古屋市. 2018年11月15日閲覧。
4. ↑  名古屋市教育委員会事務局総務部教育環境計画室計画係 (2018年4月1日). “名古屋市立中学校区一覧（小→中）” (PDF).   名古屋市. 2018年11月14日閲覧。

### 書籍
1. ↑  六三制教育七十周年記念 愛知県小中学校誌 合同記念誌編集特別委員会 2018, p. 243.